# Cerura multipunctata
Cerura multipunctata är en fjärilsart som beskrevs av Bethune-Baker 1904. Cerura multipunctata ingår i släktet Cerura och familjen tandspinnare. Inga underarter finns listade i Catalogue of Life.